# 麗城花園巴士總站
荃灣（麗城花園）巴士總站 （英語：Tsuen Wan (Belvedere Garden) Bus Terminus），位於荃灣區荃灣西約海安路麗城花園第三期第4、5座對面，是一個附設停車灣的路邊巴士中途站暨巴士總站。
此站一直為多條路線的中途站，被九巴命名為「麗城花園第三期」(Belvedere Garden Phase 3)，而中文站名亦曾稱為「麗城花園三期」。但自40線在2017年2月13日由如心廣場延伸至此站後，便改名為「荃灣（麗城花園）巴士總站」。

## 總站路線資料

### 九龍巴士40線
- 荃灣（麗城花園） ↔ 麗港城

## 途經路線資料

### 九龍巴士48P線
- 火炭駿洋邨 ↔ 青龍頭（只於星期一至五繁忙時間服務）

### 九龍巴士53線
- 元朗（形點） ↔ 荃灣（如心廣場）[2]

### 九龍巴士234B線
- 荃灣西站 ↔ 浪翠園

### 九龍巴士234C線
- 深井 ↔ 觀塘（翠屏北邨）（只於星期一至五繁忙時間服務）

### 九龍巴士234D線
- 青龍頭 ↔ 觀塘（翠屏北邨）（只於星期一至五繁忙時間服務）

### 過海隧道巴士934線
- 荃灣（灣景花園） ↔ 灣仔（菲林明道）（只於每日繁忙時間提供服務）

### 九龍巴士N252線
- 美孚 → 屯門（三聖邨）（通宵線）